# Хімко Роман Васильович
Хімко Роман Васильович (19 лютого 1952 — 4 серпня 2005) — вчений-еколог, учитель, громадський діяч. Активіст Національного екологічного центру України. Відомий як один з найяскравіших борців за збереження малих річок України.

## Сторінки біографії
Роман Васильович Хімко народився 19 лютого 1952 року у місті Радехові Львівської області. Після закінчення Радехівської середньої школи навчався у Горохівському сільськогосподарському технікумі. Працював агрономом на Волині. У 1971—1973 роках перебував на строковій військовій службі.
У 1973 році вступив до Київського державного університету імені Тараса Шевченка, спочатку на підготовче відділення, потім на біологічний факультет. В університеті захопився лижним спортом, туризмом.
З 1978 року Роман працював в Інституті гідробіології Академії наук України, досліджував еколого-фізіологічні реакції водяних рослин, а також брав участь у численних наукових експедиціях з вивчення річок України. Після Чорнобильської катастрофи, у 1986-89 роках у складі комплексних експедицій інституту брав активну участь у дослідженні радіологічної ситуації в басейнах річок Дніпро, Десна, Остер, Убідь, Мена, Сейм, Снов, Шостка, Сула, Ірпінь, Тетерів, Прип'ять та інших. У 1986 та 1987 брав участь в оцінці екологічного стану малих річок Одеської області, де розпочав глибоко вивчати функціональну залежність стану річкових екосистем від особливостей їх водозбору та господарювання на них, що й визначило напрямок його подальшої наукової та громадської діяльності.
1993 року Романа Хімка запросили до Інституту екології Національного екологічного центру України (ІНЕКО), де він і працював до останнього дня. Того ж 1993 в складі робочої групи НЕЦУ на завдання Міністерства охорони навколишнього природного середовища України брав активну участь у розробці Пріоритетів і концепції сталого розвитку України. У 1995 багато працював над організацією і проведенням у Києві наради Групи радників Європейської програми міжнародної спілки охорони природи (EP IUCN Program Advisory Group (PAG) Meeting). Саме з цієї події почалася активна співпраця українських громадських природоохоронних організацій з МСОП (IUCN).
Будучи заступником директора ІНЕКО, Роман Хімко був керівником або активним учасником багатьох природоохоронних проектів, ініційованих різними громадськими організаціями. Він організував та провів десятки наукових та громадських експедицій річками України. З найвизначніших можна згадати міжвідомчі наукові експедиції в рамках діяльності Інституту екології НЕЦУ на річці Згар (Вінницька область, 1995—1997) та річці Прут (Івано-Франківська область, 1996), де брали участь науковці Інституту зоології НАНУ, Інституту ботаніки НАНУ, Інституту гідробіології НАНУ, Інституту рибного господарства УААН, експерти Національного екологічного центру України, а також Київського національного університетуімені Тараса Шевченка та Сумського педагогічного університету.
У 1996—1997 Роман Хімко був координатором робочої групи з оцінки екологічного стану малих річок басейну Дніпра в рамках проекту «Екологічне телебачення та громадська обізнаність в Україні» (Environmental Television and Public Awareness in Ukraine, ETPAU), який виконувався Інститутом стійких спільнот (США) та Національним екологічним центром України за фінансової підтримки USAID та USEPA. Мабуть, саме з участі в цьому проекті почалася активна діяльність Романа із залучення громадськості до оцінки стану річок та втілення заходів з відновлення їх екосистем. Саме в рамках цього проекту групою авторів під керівництвом Романа у 1997 був підготовлений і виданий один з перших посібників для екологічної громадськості — «Зберігаємо малі річки».
До цього часу, вже 20 років, розроблений Романом Хімком тест для оцінки стану річки використовують під час досліджень.
З липня 1998 року до листопада 2000 року Роман був головою Громадської ради при Міністерстві екології та природних ресурсів України. Саме під час його головування Інститут громадських рад при державних природоохоронних органах набув сучасного вигляду і перетворився на дієвий механізм участі громадськості у прийнятті рішень з питань, які стосуються довкілля. Завдяки активності Романа на посаді голови, досвід діяльності Громадської ради при Мінприроди в цей час був поширений на всю територію держави. За цей час Роман Хімко ініціював створення Всеукраїнського конкурсу «До чистих джерел» та проведення щорічних конференцій природоохоронної громадськості України.
Особливе місце у діяльності Романа Хімка посідає проект «Зелена Скарбниця»: Оцінка стану охорони об'єктів природно-заповідного фонду України, в яких не передбачено адміністрації (2002 рік). В рамках проекту Романові вдалося залучити до громадської оцінки стану об'єктів природно-заповідного фонду (ПЗФ) переважно місцевого значення активістів з усіх регіонів України. Спеціально для такої оцінки була розроблена анкета об'єкту ПЗФ, яка дозволила стандартизувати оцінку і дала можливість піддати отримані дані серйозному науковому аналізу. Аналіз стану об'єктів ПЗФ місцевого значення та відповідні рекомендації були надані Мінекоресурсів України та місцевим органам охорони довкілля.
У 1998-99 Роман розробив та запропонував на розгляд громадських природоохоронних організацій України проект Концепції участі громадськості у збереженні малих річок України. Цей проект пройшов широке громадське обговорення, у 1999 був схвалений Громадською радою при Мінприроди, а у 2000 — учасниками Всеукраїнського семінару «Участь громадськості у збереженні малих річок». Концепція була прийнята як програмний документ створеної на цьому семінарі Всеукраїнської асоціації громадських природоохоронних організацій «Українська річкова мережа» (УРМ).
У 2003 році на 2-му Міжнародному Дніпровському форумі громадських природоохоронних організацій Бєларусі, Російської Федерації та України Романа Хімка було обрано Національним координатором НУО з підготовки Стратегічного плану дій оздоровлення басейну Дніпра та Національного плану дій, які розроблялися в рамках Програми ПРООН-ГЕФ екологічного оздоровлення басейну Дніпра. Незважаючи на усю складність координаційного процесу, завдяки Романові усі зобов'язання, які брала на себе громадськість у цій Програмі, було успішно виконано.
Загинув під час експедиції на річці Горинь.

## Висловлювання
З ефіру програми «Ноїв ковчег» на Радіо «Промінь»:
```
“Одними з найганебніших проектів суспільства, що наближають нас до екологічної катастрофи, стали експерименти над річками. Вони поставили під загрозу не тільки існування багатьох видів тварин і рослин, але й здоров’я людини. Тому сьогодні легше перелічити негативні дії людства, що призвели до деградації річкових екосистем, ніж знайти позитивні моменти у цій діяльності. Майже 90 відсотків річок мають екологічний стан, який спеціалісти оцінюють як “поганий” і “катастрофічний”. 
```

## Найважливіші публікації Р.В.Хімка
1. Дослідження та моніторинг малих річок: практичний посібник. Хімко Р. В., Клоченко П. Д., Виговська Т. В., Дранус Р. І., Білий Ю. А., Дзюблюк Т. В., Проців Г. П., Мальцев В. І., Бабко Р. В., Кириченко М. Б., Кузьміна Т. М. — Хмельницький: ТОВ «Тріада–М», Київ–Хмельницький–Бережани–Суми–Чернігів, 2005. — 161 с.
2. Врятуй річку невеличку — врятуй свою Україну. Хімко Р. В., Клоченко П. Д., Виговська Т. В., Дранус Р. І., Білий Ю. А., Дзюблюк Т. В., Проців Г. П., Мальцев В. І., Бабко Р. В., Кириченко М. Б., Кузьміна Т. М. Листівка опублікована в рамках Програми малих екологічних проектів за фінансової підтримки Британського Фонду «Довкілля для Європи» та сприяння Міністерства у справах охорони довкілля, харчових продуктів і сільського господарства Великої Британії і Британської Ради в Україні. Київ — 2005.
3. Хімко Р. В., Мережко О. І., Бабко Р. В. Малі річки. Дослідження, охорона, відновлення. — Київ: Інститут екології, 2003. — 378 с.
4. Річки Карпат / Мережко О. І., Хімко Р. В. — Київ. — 1999. — 124 с.
5. Хімко Р. В., Фесенко Г. В. Малі річки України // Київ: Інститут екології НЕЦУ, 2004.–48 с.
6. Хімко Р. В., Клоченко П. Д., Бабко Р. В., Кузьміна Т. М. та ін. Дослідження та моніторинг малих річок. — Хмельницький, «Тріада-М», 2005. — 161 с.

## Статті за авторством Р.В.Хімка
1. Хімко Р. В. причинно-наслідкові зв'язки в екосистемах малих річок та чинники погіршення їх екологічного стану // Участь громадськості у збереженні малих річок України. Матеріали загальнонаціоналного семінару і Першої робочої зустрічі Української річкової мережі. — Київ: Wetlands International, 2003. — С.20-23
2. Хімко Р. В., Хімко О. Р. Структурно-функціональні зв'язки ландшафтних комплексів річок з їх руслами та заплавами // Участь громадськості у збереженні малих річок України. Матеріали загальнонаціоналного семінару і Першої робочої зустрічі Української річкової мережі. — Київ: Wetlands International, 2003. — С.23-26
3. Бабко Р. В., Хімко Р. В. Екологічні основи фермерського землеробства в басейнах малих річок // Праці ІІ науково-практичної конференції «Фермерство: вчора, сьогодні, завтра». — Львів, 1992. — С. 127—129.
4. Бабко Р. В., Хімко Р. В. Вплив зарегульованості русел на екосистеми малих річок // Природокористування в Україні. Тези колоквіуму «Надзвичайні екологічні ситуації: аналіз та перспективи подолання». — Кривий Ріг, 1993. — С. 30.
5. Хімко Р. В., Бабко Р. В. Вплив морфоперебудов русел малих річок на їх екосистеми // І з'їзд Гідроекологічного товариства України. Тези доповідей. Київ, 16-19 листопада 1993 р. — К., 1994. — С. 135.
6. Бабко Р. В., Хімко Р. В., Кузьміна Т. М., Мальцев В. І. Деякі проблеми резервування територій в Україні (Стан економіки і проблема резервування територій в Україні) // Оптимізація природно-заповідного фонду України. Зб. праць Ін-ту зоології НАНУ. Вип. 1. — К.: Ін-т зоол. НАНУ, 1994. — С. 28-31.
7. Бабко Р. В., Хімко Р. В., Кириченко М. Б. Деякі загальні положення щодо створення природних резерватів // Заповідна справа на Сумщині. — Тези доп. наук. конференції. — Суми: СумДПІ, 1994. — С. 12-14.
8. Бабко Р. В., Хімко Р. В., Кузьміна Т. М. Про необхідність резервування екосистем малих річок // Заповідна справа на Сумщині. — Тези доп. наук. конференції. — Суми: СумДПІ, 1994. — С. 41-43.
9. Бабко Р. В., Ковальчук А. А., Кузьмина Т. Н. Влияние некоторых абиотических факторов среды на таксоценозы свободноживущих инфузорий // Вестник Сумского государственного университета. — 1994, № 1. — С. 130—134.
10. Бабко Р. В., Хімко Р. В. Деякі загальні проблеми, пов'язані з сучасним станом малих річок // Матеріали міжнародної науково-практичної конференції «Екологія і освіта: проблеми теорії і практики». Вип. 2. — Умань, 1994. — С. 3-5.
11. Бабко Р. В., Хімко Р. В., Кузьміна Т. М. Проблеми узгодження конфігурації кордонів новостворених територій ПЗФ у зв'язку з наявністю у їх межах гідроекосистем // Проблеми становлення і функціонування новостворених заповідників. — Гримайлів, 1995. — С. 102.
12. Хімко, Р. В. До стратегії розширення природоохоронної діяльності в Україні / Р. В. Хімко. // Залучення громадськості до втілення рішень 5-ї Всеєвропейської конференції міністрів охорони навколишнього природного середовища «Довкілля для Європи» [Текст]: матеріали семінару: (26 травня 2004 року). — К. : б.и., 2004. — С .44-50

## Видання за редакцією Р.В.Хімка
1. Матеріали Першої всеукраїнської конференції екологічної громадськості «Погляд громадськості: Екологічна політика в Україні», 15-16 грудня 2001 р. [] / упоряд. Р. В. Хімко. — К. : Інфотерра, 2001. — 402 с. : табл. — Термінол. покажч.: с. 353—356. — Пробл. покажч.: с. 357—362. — Адресн. покажч.: с. 363—376; с. 381—392. — Алф. покажч.: с. 377—380.
2. Зелена скарбниця. Природоохоронна акція / Упор. Хімко Р.В., Мальцев В.І., Коломієць Г.В. – К.: РЕЦ-Київ; Інститут екології Національного екологічного центру України, 2002. – 70 с.

## Публікації про Р.В. Хімка
1. Роман Якель. СОХРАНЕНИЕ РЕК — ДЕЛО САМИХ... РЕК? // Зеркало Недели №403, 26 июля — 2 августа 2002[3]